# Team Barloworld

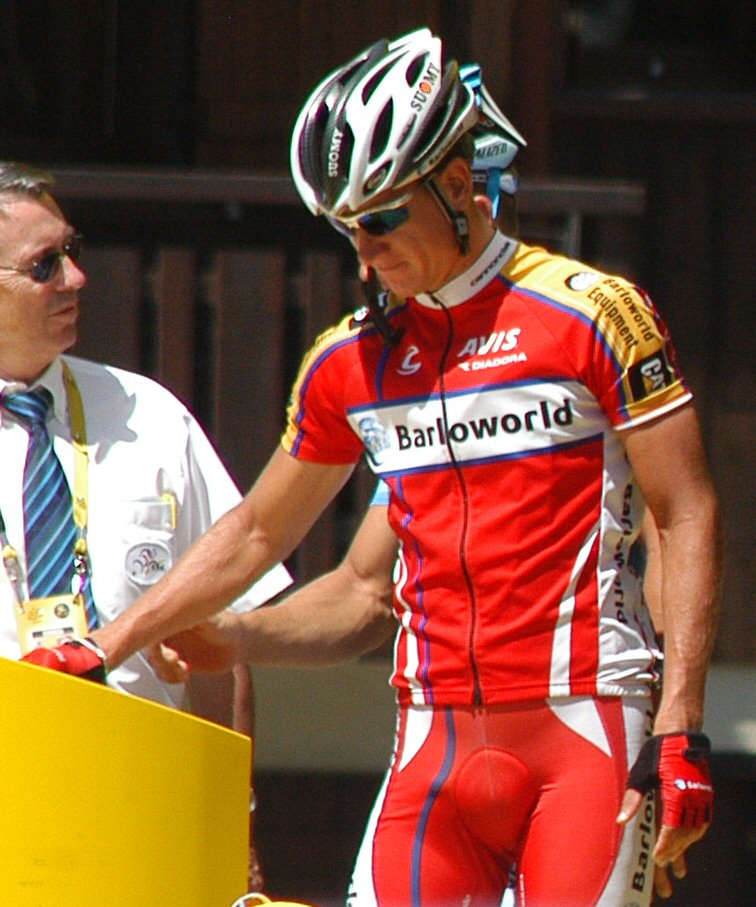
Barloworldrenner Alexander Efimkin aan de start van de achtste etappe van de Ronde van Frankrijk 2007.

Team Barloworld was een Britse wielerploeg, gesponsord door het grote internationale bedrijf Barloworld, gespecialiseerd in management. Team Barloworld was een Professional Continental Team, wat betekent dat de ploeg in aanmerking kwam voor uitnodiging voor UCI ProTour-wedstrijden.

## Geschiedenis
De ploeg begon in 2003 als Zuid-Afrikaans team, reed in 2004 onder een Italiaanse licentie en sinds 2005 onder een Britse. Ploegleiders zijn de Italiaanse oud-renners Alberto Elli en Valerio Tebaldi. De bekendste renner uit het team, dat in de continentale circuits uit kwam , maar ook regelmatig wildcards kreeg voor ProTour-wedstrijden. Bekende namen zijn Chris Froome , Enrico Degano, Felix Cardénas, Tiaan Kannemeyer en Ryan Cox. In het verleden reden ook David Plaza (onder meer oud-winnaar van de Ronde van Duitsland), Igor Astarloa (ex-wereldkampioen), David George (oud-winnaar van de Ronde van Langkawi) en Vladimir Jefimkin (oud-winnaar van de Ronde van Portugal) voor Team Barloworld.Vorig seizoen stierf de Zuid-Afrikaan Ryan Cox aan een hartstilstand.
Samen met Agritubel kreeg Team Barloworld een wild-card voor de Ronde van Frankrijk 2007. Speciaal voor de Tour kreeg de ploeg een ietwat andere oufit, zo kreeg men het logo van het Amerikaanse bedrijf CAT op de schouders. Barloworld deed het verrassend goed in de Tour. Mauricio Soler en Robert Hunter wonnen allebei een etappe en verder won Soler het bergklassement en eindigde de Colombiaan als elfde in het eindklassement. Hunter behaalde naast zijn overwinning nog een aantal ereplaatsen en eindigde ook in de top drie van het puntenklassement. Op 16 juli 2008 wordt bekendgemaakt dat Moisés Dueñas betrapt is met epo tijdens de ronde van Frankrijk. Als gevolg van deze positieve dopingtest besliste Barloworld de sponsoring van de wielerploeg na de Ronde van Frankrijk stop te zetten. Op 14 september werd echter bekend dat men op deze beslissing was teruggekomen en werd besloten toch door te gaan met het sponsoren van de wielerploeg.
Mede door het dopinggeval van 2008 werd Barloworld niet uitgenodigd voor de Ronde van Frankrijk van 2009. De ploeg werd echter wel uitgenodig voor de Ronde van Italië waarin Félix Cárdenas en Robert Hunter nog dicht bij een etappezege kwamen. Kopman Mauricio Soler kon niet uitblinken en moest in de 16de etappe opgeven met knieproblemen.
Na het seizoen van 2009 hield hoofdsponsor Barloworld uiteindelijk op met de sponsoring van het gelijknamige wielerteam. Pogingen van manager Claudio Corti om een nieuwe grote sponsor te vinden bleken onsuccesvol, waarna Corti besloot om niet met minder kapitaalkrachtige sponsoren op kleinere schaal met de ploeg verder te gaan, zodat Team Barloworld ophield te bestaan. Het grootste deel van de renners die in 2009 voor Barloworld uitkwamen vond voor 2010 een onderkomen bij Team Sky (John Lee Augustyn, Stephen Cummings, Chris Froome en Geraint Thomas), Footon-Servetto (Gianpaolo Cheula, Marco Corti en Michele Merlo) en ISD-Neri (Diego Caccia, Paolo Longo Borghini en Carlo Scognamiglio). Van de overige renners vertrok Francesco Bellotti naar Liquigas, Robert Hunter naar Garmin, Daryl Impey naar RadioShack, Félix Cárdenas naar GW Shimano en Mauricio Soler naar Caisse d'Epargne. Patrick Calcagni besloot zijn loopbaan als wielrenner te beëindigen.

## Grote rondes
| Jaar | Ronde van Italië   | Ronde van Italië | Ronde van Frankrijk   | Ronde van Frankrijk                 | Ronde van Spanje   | Ronde van Spanje |
| Jaar | hoogste klassering | etappewinst      | hoogste klassering    | etappewinst                         | hoogste klassering | etappewinst      |
| ---- | ------------------ | ---------------- | --------------------- | ----------------------------------- | ------------------ | ---------------- |
| 2007 | geen deelname      | geen deelname    | 11e Mauricio Soler    | 9e Mauricio Soler 11e Robert Hunter | geen deelname      | geen deelname    |
| 2008 | 16e Félix Cárdenas |                  | 48e John-Lee Augustyn |                                     | geen deelname      | geen deelname    |
| 2009 | 36e Chris Froome   |                  | geen deelname         | geen deelname                       | geen deelname      | geen deelname    |